# E03
|  | No s'ha de confondre amb E003. |

Ruta de l'E03

L'E3 forma part de la Xarxa de carreteres europees, concretament de la carretera que uneix La Rochelle amb Cherbourg.
La carretera s'uneix amb:
- RN 13 des de Cherbourg a Carentan
- RN 174 Carentan a l'autopista A84 (sortida 40) a través de Saint-Lô.
- l'autopista A84, el bescanviador 40 al 16 (final actual de l'autopista)
- el Dispositiu de Rennes (N 136) entre les Portes de Normandia i de Nantes.
- RN 137 des de Rennes a Nantes, [a través del dispositiu de Nantes
- l'autopista A83, del bescanviador 1 al 7
- RN 137 Sainte-Hermine a La Rochelle

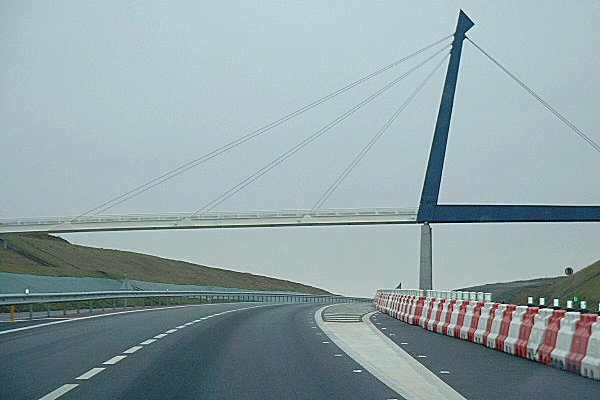
L'E3 a la badia de Mont Saint-Michel.